# Teófilo Braga
Joaquim Teófilo Fernandes Braga (phát âm tiếng Bồ Đào Nha: [tiˈɔfilu ˈbɾaɡɐ]; 24 tháng 2 năm 1843 – 28 tháng 1 năm 1924) là nhà văn người Bồ Đào Nha, nhà soạn kịch, chính trị gia và lãnh đạo Chính phủ Cộng hoà Lâm thời sau khi Vua Manuel II thoái vị, cũng như Tổng thống thứ hai được bầu cử của Đệ nhất Cộng hoà Bồ Đào Nha, sau khi Tổng thống Manuel de Arriaga từ chức.